# Up To Me
"Up To Me" es la sexta canción del álbum Aqualung, de la banda británica de rock progresivo Jethro Tull (1971).
Puede inscribirse en el grupo de canciones de rock progresivo del álbum, algo similar en estilo a "Mother Goose", aunque más enérgica.
Con esta canción se cerraba la Cara A del LP, titulada Aqualung y se daba paso a la Cara B, titulada My God.